# Mission: Impossible – Rogue Nation
Mission: Impossible – Rogue Nation (även känd som Mission: Impossible V) är en amerikansk actionfilm i regi av Christopher McQuarrie efter ett manus av Drew Pearce och Will Staples. Tom Cruise spelar återigen rollen som IMF-agenten Ethan Hunt. Filmen var från början planerad att ha premiär 25 december 2015, men för att undvika konkurrens från filmer som Star Wars: The Force Awakens flyttades biopremiären fem månader bakåt, till den 31 juli 2015.

## Handling
Ethan Hunt och hans team står inför sitt svåraste uppdrag hittills: att utrota Syndikatet, en internationell kriminell och mycket rutinerad terrororganisation bestående av f.d. internationella regeringsagenter som antingen är försvunna eller t.o.m. antas vara döda, som är tränade precis som IMF:s agenter och vars mål är att förgöra både systemet som skapat dem och IMF. Eftersom det inte finns något som bevisar Syndikatets existens stämplar CIA, under ledning av Alan Hunley, Ethan som terrorist, vilket gör att Ethan och hans team får klara sig helt själva. Tillsammans med MI6-agenten Ilsa Faust, som infiltrerar Syndikatet, måste Ethan och hans team få tag på de enda uppgifter som kan bevisa Syndikatets och dess mystiske ledare Solomon Lanes existens och rädda civilisationen från att förintas av Syndikatets välplanerade terrordåd.

## Rollista (i urval)
- Tom Cruise som Ethan Hunt: 
som i filmen är i färd med att hitta och utplåna det internationella Syndikatet. Tom Cruise skrev på för filmen i maj 2013.[3] Han var från början tänkt att spela huvudrollen i Guy Ritchies samtidiga film The Man from U.N.C.L.E.,[4] men avböjde senare då han hellre ville fokusera på den femte ’’Mission: Impossible’’-filmen.[5] Cruise skadade sig sex gånger under inspelningen.[6] I november 2014 blev han uppmärksammad i media då Daily Mail publicerade en rad bilder av honom hängande utanför en Airbus A400M på en höjd av 1 500 fot (ca. 500 meter), i ett våghalsigt stunttrick.[7]

- Jeremy Renner som William Brandt: 
I juni bekräftade Renner ryktena om att han ska återvända till femte filmen efter sin inledande medverkan i Mission: Impossible – Ghost Protocol.[8][9] Tidiga rykten talade även för att Tom Cruises rollfigur Ethan Hunt skulle försvinna och att Renners rollfigur Brandt skulle axla rollen som teamets ledare, men efter hans biroll i The Avengers och hans insats i Hansel & Gretel: Witch Hunters som fick dålig kritik fick Hunt förbli filmseriens huvudroll.[10]

- Simon Pegg som Benjamin "Benji" Dunn: 
Under inspelningen av filmen gick Pegg och flera andra skådespelare i teamet på en speciell diet, som Pegg själv påstår att både han och medskådespelaren Rebecca Ferguson bröt mot ibland.[11] Liksom Cruise gjorde han samtliga sina stunts helt själv.[12]

- Rebecca Ferguson som Ilsa Faust: 
Rollfiguren beskrivs av Ferguson själv som en "kvinnlig version av Tom Cruise" och menar att hon är hans jämlike. Ilsa Faust är en brittisk spion och lönnmördare som Ethan Hunt beslutar sig för att samarbeta med, men som kanske även är en anhängare till Syndikatet. De övriga i teamet ifrågasätter dock var hennes lojalitet ligger.[13][14][15] Filmens kvinnliga huvudroll erbjöds från början Jessica Chastain, som senare avböjde.[16][17][18] Det fanns även planer på att åter rollbesätta med skådespelarna Maggie Q och Paula Patton, som medverkade i den tredje respektive fjärde filmen. I ett Twitter-inlägg berättade regissören Christopher McQuarrie att båda skådespelarna var upptagna.[19] I juli 2014 fick Rebecca Ferguson rollen, mitt under inspelningen av The Red Tent, efter ett möte med Tom Cruise, som hade sett henne i den hyllade engelska serien The White Queen. Detta har beskrivits som en "sista minuten"-upptäckt av filmteamet, eftersom de hade haft problem med att skaffa sig den skådespelare som skulle spela Ilsa Faust. Enligt regissören behövdes det ingen audition för att hon skulle få rollen. Rebecca Ferguson fick hårdträna på gym sex timmar om dagen sex dagar i veckan inför inspelningen.[20]

- Ving Rhames som Luther Stickell: 
Tillsammans med Tom Cruise är Rhames den enda ur skådespelarensemblen som, med den här filmen, medverkat i samtliga filmer i Mission: Impossible-serien.[21] I augusti 2014 bekräftades att Rhames skulle återvända till den femte filmen, efter sin cameo-medverkan i den fjärde filmen Mission: Impossible – Ghost Protocol.[22]

- Sean Harris som Solomon Lane, filmens huvudantagonist: 
Enligt Internet Movie Database så var Benedict Cumberbatch förstahandsvalet till att spela filmens huvudskurk.[12] I september 2014, när inspelningen av filmen redan var igång, meddelade tidningen Deadline att Harris var i förhandlingar om att spela filmens huvudskurk.[23][24] Harris rollfigur är ledaren för Syndikatet, en internationell, kriminell och rutinerad organisation som Ethan Hunt med sitt gäng försöker förinta. "Han är en smart och farlig rollfigur som dessutom är mycket mäktig och gåtfull" har Tom Cruise berättat i en intervju med USA Today och menade även att "Han är Ethans största utmaning."[25]

- Simon McBurney som Attlee, chefen över MI6: 
I början av oktober 2014 rapporterade den amerikanska veckotidningen Variety att McBurneys skulle medverka i filmen.[26]

- Zhang Jingchu som Lauren: 
I oktober 2014 rapporterades Variety att den kinesiska skådespelaren skulle spela i filmen.[27]

- Tom Hollander som Storbritanniens premiärminister.

- Jens Hultén som Janik Vinter, en anhängare till Syndikatet: 
I maj 2015 berättade Hultén i en intervju med Aftonbladet att han under hösten varit i London och spelat in scener filmen, men ville inte kommentera mycket mer.[28] Vid en pressvisning av klipp ur filmen i april samma år visades en sekvens ur filmen där Tom Cruises rollfigur blir illa slagen av Hulténs rollfigur och där han och Rebecca Fergusons rollfigurer pratar svenska med varandra. Regissören Christopher McQuarrie berättade under visningen att "hans rollfigur dog från början i den där scenen men hans audition var så bra att vi kände direkt att vi inte kunde döda honom. Rollen växte mer och mer tack vare att han var så bra."[13]

- Alec Baldwin som Alan Hunley, chefen för CIA: 
Hunley är en av filmens antagonister och en tydlig motståndare till IMF.[29] I juli 2014 rapporterades det att Baldwin hade fått ett erbjudande om en roll i ’’Mission: Impossible’’-filmen.[30] I augusti hade han bekräftat att han skulle medverka i filmen.[31] Mission: Impossible – Rogue Nation är Baldwins andra film tillsammans med Tom Cruise, då de medverkade tillsammans i Rock of Ages.[12]

- America Olivo som Turandot.